# بيار بيرتيزين
بيار بيرتيزين (بالفرنسية: Pierre Berthezène) (1775م-1847م) هو رجل عسكري فرنسي ساهم في احتلال الجزائر.

## العائلة
وُلِدَ «بيار بيرتيزين» بتاريخ 24 مارس 1775م في بلدية فاندارج ضمن إقليم هيرولت في فرنسا.
ونشأ في عائلة متوسطة الحال أين كان أبوه هو «جاك بيرتيزين» (بالفرنسية: Jacques Berthezène) وأمه هي «مارغريت كوس» (بالفرنسية: Marguerite Causse).
وقام والداه بتوجيهه نحو الدراسة الدينية النصرانية أين كان القس الكاثوليكي يتكفل بتلقينه دروسا دينية تؤهله لمحاضرات مونبلييه.
إلا أن «بيار بيرتيزين» لم يُكمل دراسته حينما اندلعت أحداث الثورة الفرنسية التي اضطرته إلى الانخراط في الجيش الفرنسي.

## مساره العسكري
«بيار بيرتيزين» هو جنرال فرنسي من ضباط ثورة الإمبراطورية الأولى.
وقد تم تشريفه إلى طبقة النبالة من طرف نابليون الأول في حين تمت ترقيته إلى عضوية مجلس النبلاء من طرف لويس فيليب الأول.

## احتلال الجزائر
تم استقدام «بيار بيرتيزين» إلى الجزائر في شهر جوان 1830م ضمن حملة الاحتلال الفرنسي التي انتهت مرحلتها الأولى في 5 جويلية 1830م.
فلقد كان قائدا لجنود «الكتيبة الأولى للجيش الفرنسي» التي تم إرسالها إلى مدينة الجزائر في سنة 1830م أين ساهم بقوة في إنجاح احتلال المدينة عقب حادثة المروحة.

### إنزال سيدي فرج (1830)
كان إنزال الفرنسيين في شبه جزيرة سيدي فرج من طرف جيش أفريقيا الفرنسي يقوده الجنرال دي بورمن بتكليف من شارل العاشر ملك فرنسا بتاريخ 14 جوان 1830م على بُعد 30 كلم عن قصبة الجزائر يهدف إلى اقتحام خلفي لقلعة مدينة الجزائر التي كانت سمعتها الحصينة معروفة منذ الهجوم الفاشل للقوات البحرية الإسبانية عليها بقيادة كارلوس الخامس ما بين 21 و25 أكتوبر 1541م · .
وكان «بيار بيرتيزين» أول قائد عسكري فرنسي ينزل على أرض أفريقيا بتاريخ 14 جوان 1830م حيث استحوذ في نفس اليوم على «البرج التركي» في سيدي فرج الذي كانت تحرسه ما بين 13 و 16 قطعة مدفعية من عيار 16 مم بالإضافة إلى قطعتين من الهاون.
فصادف الفرنسيون مجموعة صغيرة من حراس الساحل العاصمي الجزائريين تم التغلب عليهم بسرعة وسهولة، وأمام أخبار تقدم الجيش الفرنسي نحو مدينة الجزائر قام حوالي 1.000 ساكن جزائري بالبدء في مغادرة أسوار القلعة.
وأثناء ذلك قام الداي حسين بجمع جيش مقاومة مكون من جنود الإنكشارية مدعومين بفيالق مستقدَمة من دار السلطان ومن البايات في بايلك الغرب وبايلك التيطري وبايلك الشرق.
وتم وضع هذه القوات الجزائرية تحت قيادة «الآغا إبراهيم» بتعداد بلغ ما بين 30.000 و 50.000 جندي مقاوم، رغم أن هؤلاء الرجال لم يكونوا محضرين لمقابلة ومقاومة هذه الحملة الفرنسية المدججة بالأسلحة المتطورة.
وقد كانت عاصفة رعدية قوية هبت على الجنود الفرنسيين بتاريخ 16 جوان 1830م كادت أن تجهز على قوات «بيار بيرتيزين» مثلما فعلت مع قوات كارلوس الخامس من قبل ما بين 21 و25 أكتوبر 1541م.
ففي غضون لحظات قليلة ابتلت ذخائر قوات الاحتلال الفرنسي مما أدى بالجنرال دي بورمن، خوفا من هجوم المقاومين الجزائريين في هذه الظروف العصيبة، بأمر جنوده بالتقهقر نحو ساحل سيدي فرج.
إلا أن الجنرال «بيار بيرتيزين» التقى بالجنرال دي بورمن حينها ليعطيه ملاحظات حول كون حركة التراجع القهقرى ستكون لها مساوئ أكثر من سلبيات مواصلة التقدم نحو مدينة الجزائر، حتى إن اقتضى الأمر من الجنود استعمال الحراب فلن يترددوا في ذلك لحظة.
فأذعن الجنرال دي بورمن لهذا الرأي بعد إصرار «الجنرال بيار بيرتيزين» عليه، وإذا بالقوات الفرنسية تتحرك من جديد صوب قصبة الجزائر.

### معركة سطاوالي (1830)

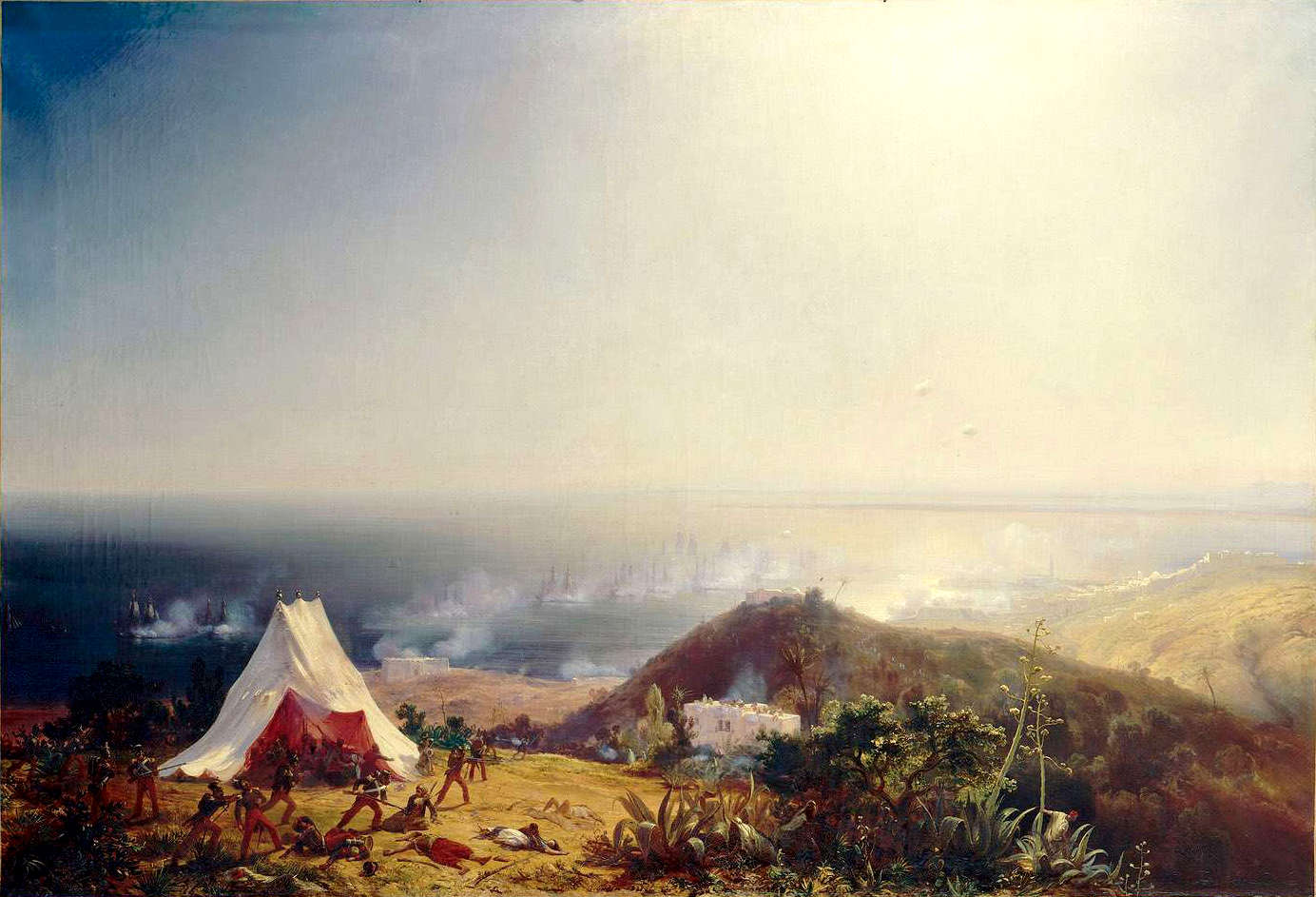
الاحتلال الفرنسي للجزائر

نشبت معركة سطاوالي بين الفرنسيين بقيادة الجنرال «بيار بيرتيزين» والجزائريين بتاريخ 19 جوان 1830م وأدت إلى احتلال سطاوالي.
ذلك أن قوات الاحتلال الفرنسي بقيت ماكثة غير بعيد عن شبه جزيرة سيدي فرج بعد إنزالها بتاريخ 14 جوان 1830م في انتظار وصول عتاد فرض الحصار على قصبة الجزائر قبل اقتحامها، إلا أن هذا العتاد والعدة تأخر قدوم السفن التي تحمله إلى الساحل الجزائري.
أثناء ذلك كانت قوات المقاومة الشعبية ضد الاحتلال الفرنسي تتقوى في إيالة الجزائر قبل أن تتجمع الفيالق المتوافدة من دار السلطان وبايلك الغرب وبايلك التيطري وبايلك الشرق بقيادة زعيم الإنكشارية «الآغا إبراهيم» وأحمد باي القسنطيني على مستوى «مخيم سطاوالي» بتاريخ 15 جوان 1830م مقابل القوات الفرنسية التي واصلت إنزالها من السفن على ساحل سيدي فرج.
وكان باي المدية المدعو حاج علي مصطفى بومرزاق هو النائب المساعد المباشر لقائده «الآغا إبراهيم».
أما عن «فيلق آغا إبراهيم» فكان متكونا من 3.000 إنكشاري تركي، و5.000 كرغلي، و6.000 موريسكي من مدينة الجزائر، وقوات بايلك التيطري، و6.000 زواوي من منطقة القبائل، أي ما مجموعه أكثر من 20.000 جندي جزائري قام فيلقهم بمهاجمة مجموعة الجنرال «بيار بيرتيزين».
وأما بالنسبة لـ«فيلق باي قسنطينة» فقد كان يضم 1.000 إنكشاري تركي، وفيلق قسنطينة، وفيلق وهران، و6.000 زواوي من منطقة القبائل، أي ما مجموعه أكثر من 20.000 جندي جزائري قام فيلقهم بمهاجمة مجموعة الجنرال «نيكولا لوفيردو».
وتم كذلك تدعيم مواقع هؤلاء المقاومين الجزائريين، الذين بلغ تعدادهم بتاريخ 18 جوان 1830م أكثر من 40.000 جندي مقاوم، عبر خطوط دفاع ضد الفرنسيين بواسطة المدافع والهاون.
ولم يكن إنزال القوات الفرنسية قد اكتمل بَعْدُ حتى تم إخبار الجنرال دي بورمن بأن القوات المقاوِمة الجزائرية قد نصبت خطا من المدفعية الهجومية غير بعيد عن «مخيم سيدي فرج» أثناء الليلة ما بين 18 و19 جوان 1830م.
فقرر الجنرال دي بورمن المبادرة إلى الهجوم على «مخيم سطاوالي» قبل أن يباغتهم هجوم مضاد من المقاوِمين الجزائريين.
وبالفعل، انطلق هجوم المقاومين الجزائريين من «مخيم سطاوالي» على قوات الجنرال «بيار بيرتيزين» عند مطلع فجر يوم 19 جوان 1830م، إلا أن الجنود الفرنسيين استطاعوا صد الهجمة الجزائرية بعد بعض الساعات من الاشتباك.
وكانت نتيجة «معركة سطاوالي» هزيمة الجزائريين واستحواذ الفرنسيين على سلاح مدفعيتهم وعلى «مخيم سطاوالي» أين اتخذوا منه مقر ثكنة استقروا فيها.

### معركة بوزريعة (1830)
واصل الجنرال «بيار بيرتيزين» تقدمه بعد «معركة سطاوالي» نحو الموقع الحصين في جبل بوزريعة.
وما أن تكللت حملة احتلال الجزائر بالنجاح حتى بادر الجنرال دي بورمن إلى طلب إسداء وسام النبالة لفائدة «الجنرال بيار بيرتيزين».
كما تم اقتراح الجنرال كلوزيل، الذي تم تنصيبه من قبل حاكما عاما للجزائر من طرف ملكية يوليو الفتية، ليتم تثبيته وتجديد تعيينه في نفس المنصب بتاريخ 15 أوت 1830م.
وبعد أن وطأت قدما «بيار بيرتيزين» أرض إيالة الجزائر تم تعيينه بعد شهور قليلة في منصب «الحاكم العام الفرنسي للجزائر» بتاريخ 21 فيفري 1831م خلفا للجنرال كلوزيل.

### معركة الحراش (1831)

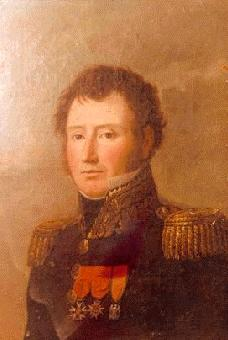
بيار بيرتيزين

كان «علي ولد سي سعدي» سَبَّاقا إلى تنظيم المقاومة الشعبية الجزائرية ضد فرنسا في سهل متيجة وحول منطقة الحراش ابتداء من سنة 1831م · .
فقام «علي ولد سي سعدي» بتنظيم المقاومة في فصل ربيع سنة 1831م حيت تمردت قبائل سهل متيجة لتهاجم الثكنة العسكرية الفرنسية في الحراش بالإضافة إلى استهداف «المزرعة النموذجية» في منطقة بابا علي لوقوعهما على ضفة وادي الحراش.
ثم قام «زعيم قبيلة فليسة أومليل» في منطقة القبائل، المدعو «الحاج محمد بن زعموم»، بالاجتماع بالزعيم العاصمي «علي ولد سي سعدي» غير بعيد عن مدينة الجزائر في المكان المسمى «سيدي رزين» غير بعيد عن «مقبرة سيدي رزين» في المخرج الجنوبي لمدينة الحراش باتجاه براقي على الضفة الشرقية من وادي الحراش، وكان هذا الاجتماع يهدف إلى تنسيق عملية مقاومة جديدة ضد الجيش الفرنسي.
وكان «محمد بن زعموم» على رأس 4.000 جندي زواوي قد خيموا قرب وادي الحراش منذ أيام قليلة في انتظار التحاق أفواج عسكرية مقاومة من قبائل شرق متيجة، كما أن المقاومين في منطقة البليدة كانوا يتكفلون بتوفير الذخيرة والمؤونة للجنود الزواوة.
وكانت مجموعات زواوية تنطلق كل يوم من هذا المخيم الحراشي لنهب الممتلكات الاستيطانية الفرنسية المحيطة بوادي الحراش، ليتم تنظيم هجوم كبير بعد ذلك على «المزرعة النموذجية» في منطقة بابا علي بتاريخ 17 جويلية 1831م.
وكرد فعل فرنسي على هذا الهجوم الجزائري، قام «الجنرال بيرتيزين» الذي كان الحاكم والقائد العام للقوات المسلحة الفرنسية في الجزائر آنذاك بالتحرك الحثيث انطلاقا من مدينة الجزائر على رأس فيلق مكون من 3.000 جندي فرنسي واستطاع تفريق «مخيم سيدي رزين» بتاريخ 18 جويلية 1831م.
فتم إخماد الثورة في مهدها، لكن «محمد بن زعموم» مع جنوده من «قبيلة فليسة أومليل» استطاعوا الانسحاب نحو قراهم في منطقة القبائل آخذين معهم الحاج «علي ولد سي سعدي» الذي واصل منذ ذلك التاريخ من منطقة الزواوة مهمة تحريض السكان الجزائريين على مقاومة الاحتلال الفرنسي، ولكن بعيدا عن مدينة الجزائر.
وقد تنبهت سلطة الاحتلال الفرنسي بعد أحداث جويلية 1831م إلى أهمية منطقة الحراش المطلة على سهل متيجة، فتم تحصين هذا المدخل الشرقي للعاصمة من طرف القيادة العسكرية الفرنسية عبر تواجد كثيف وقوي للجنود والثكنات بشكل دائم في هذا الموقع لضمان الأمن على مشارف مدينة الجزائر
إلا أن الاعتبارات الصحية المتعلقة بتواجد مستنقعات كثيرة قرب وادي الحراش كانت عائقا كبيرا أمام تمركز الجيش الفرنسي هناك، مما عجل من حتمية اتخاذ قرار «تجفيف المستنقعات» المتواجدة مباشرة قرب «برج الحراش» للسماح بمكوث أطول لجنود الثكنة دون تعرضهم للإصابة بالأمراض المعدية.
فتم تكليف «جنود الثكنة الحراشية» بعملية «تجفيف المستنقعات» بمساعدة 500 جزائري تم انتدابهم من السكان المحيطين بوادي الحراش بالإضافة إلى 300 سجين مدني.
واستغرقت أشغال «تجفيف المستنقعات» أكثر من سبعة شهور من العمل الدؤوب من أجل الوصول إلى نتيجة مقبولة تحمي الفرنسيين من الأمراض المعدية والرطوبة الزائدة.

## العودة إلى فرنسا
غادر الجنرال «بيار بيرتيزين» أرض الجزائر عائدا إلى فرنسا بتاريخ 3 جانفي 1832م بعد أن أمضى 18 شهرا من الغزو والاحتلال في إيالة الجزائر.
وتم تعويضه في منصبه كحاكم فرنسي عام للجزائر بالجنرال «صافاري دي روفيغو» بتاريخ 6 ديسمبر 1831م.

## المؤلفات
قام «بيار بيرتيزين» بتأليف كتابين أثناء حياته هما:
- ثمانية عشر شهرا في الجزائر (بالفرنسية: Dix huit mois en Algérie)[7] · .[8]
- ذكريات عسكرية من الجمهورية والإمبراطورية (جزءان) (بالفرنسية: Souvenirs militaires de la République et de l'Empire.)، نشره ابنه بباريس في سنة 1855م[9] · .[10]

## عرفان
كان «بيار بيرتيزين» من بين 558 ضابطا فرنسيا تم نقش أسمائهم تحت قوس النصر في باريس.
واسمه منقوش على العمود 27 في الوتد الجنوبي الموجود ما بين «نهج الشانزلزيه» و«نهج كليبر».

### مواضيع ذات صلة
- الأفواج العسكرية المساهمة في احتلال الجزائر من طرف فرنسا
- قائمة الحائزين على وسام جوقة الشرف في فرنسا
- أصول الفيلق الأجنبي الفرنسي